# مرد عنکبوتی: مایلز مورالس
مرد عنکبوتی مارول: مایلز مورالز (انگلیسی: Marvel's Spider-Man: Miles Morales) یک بازی ویدئویی به سبک اکشن-ماجراجویی است که توسط اینسامنیاک گیمز توسعه یافته و به‌وسیلهٔ سونی اینتراکتیو انترتینمنت منتشر شده‌است. این بازی بر اساس شخصیت ابرقهرمان مایلز مورالز از شرکت مارول کامیکس ساخته شده‌است، و دومین عنوان از مجموعه بازی‌های مرد عنکبوتی مارول، و دنبالهٔ بازی مرد عنکبوتی مارول (۲۰۱۸) به‌شمار می‌رود. داستان این بازی یک سال پس از بازی اول است و دربارهٔ نوجوانی سیاه‌پوست به نام مایلز مورالز است که توسط یک عنکبوت رادیو اکتیوی گزیده شد و به قدرت‌های عنکبوتی دست یافت. این بازی در تاریخ ۱۲ نوامبر ۲۰۲۰ برای کنسول پلی‌استیشن ۴، و به عنوان بازی زمان عرضه برای کنسول پلی‌استیشن ۵ منتشر شد. نسخهٔ مایکروسافت ویندوز نیز در تاریخ ۱۸ نوامبر ۲۰۲۲، در دسترس قرار گرفت.

## گیم پلی
هستهٔ اصلی روند بازی مرد عنکبوتی مارول: مایلز مورالز همانند نسخهٔ قبلی خود است. بازی به صورت جهان باز دنبال می‌شود و محیط همانند نسخه قبلی خود در منطقه منهتن، نیویورک رخ می‌دهد، که پوشیده از برف است. مایلز مورالز با توانایی استفاده از تار برای چرخش در شهر و حمله به دشمنان و خزیدن و دویدن روی دیوارها آغاز می‌شود. در طی انجام دادن بخش داستانی، Venom Punch (توانایی شارژ الکتریکی در حملات خود)، نامرئی بودن موقتی را به‌دست می‌آورد.

## داستان
بعد از به پایان رسیدن نسخه قبلی در محتوای قابل دانلود شهری که هرگز نمی‌خوابد، مایلز مورالز توسط یک عنکبوت با پیشرفت ژنتیکی گزیده شد و قدرت‌های جدیدی به‌دست می‌آورد. یک سال پس از داستان بازی اول، مورالس تحت نظر پارکر آموزش دیده و کاملاً خود را در نقش یک مرد عنکبوتی آماده کرده‌است، هر چند هنوز در حال کسب تجربه است. پارکر پس از ترک مایلز به نامزدش مری جین واتسون خبرنگار روزنامه دیلی بیوگل می‌پیوندد، مری جین به همراه پیتر پارکر برای تهیه گزارش از جنگ داخلی سیمکاریا به سیمکاریا سفر کردند، مایلز به عنوان تنها مرد عنکبوتی نیویورک باقی مانده‌است. حالا، او باید از مادرش ریو مورالز برای شورای شهر حمایت کند و دفاع از خانه جدید خود در هارلم و بقیه شهر نیویورک در برابر یک جنگ بین شرکت انرژی راکسان و یک ارتش جنایی با فناوری بالا به نام آندرگراند به رهبری تینکرر دفاع کند. در این راه عمویش آرون که یک دزد حرفه ای سابق است نیز به او کمک می‌کند.

## موسیقی
جان پائسانو پس از ساخت موسیقی بازی مرد عنکبوتی ۲۰۱۸، برای ساختن موسیقی برای مایلز مورالز مجدداً بازگشته است. بر خلاف موسیقی بازی ۲۰۱۸ که بیشتر ارکستر بود، برای بازی مایلز مورالس، سبک موسیقی هیپ هاپ را با ارکستر ترکیب شده‌است. جیدن اسمیت آهنگ "I'm Ready" را برای این بازی خلق و ساخته‌است.